# Medalha de Serviço Distinto (Marinha dos Estados Unidos)
A Medalha de Serviço Distinto da Marinha é uma condecoração militar entregue pelo Departamento da Marinha dos Estados Unidos para membros da Marinha e do Corpo de Fuzileiros Navais. Foi criada em fevereiro de 1919 e tem o objetivo de reconhecer serviços distintos e excepcionalmente meritosos na defesa dos Estados Unidos no desempenho de um dever de grande responsabilidade. Até a Primeira Guerra Mundial a marinha norte-americana tinha apenas a Medalha de Honra para reconhecer heroísmo, porém a Medalha de Serviço Distinto e a Cruz da Marinha foram criadas a fim de reconhecer atos abaixo daqueles exigidos pela Medalha de Honra. O primeiro recipiente foi o general de brigada Charles A. Doyen, que foi condecorado postumamente em março de 1919.